# Pieter Cort van der Linden
Pieter Willem Adriaan Cort van der Linden (14 maj 1846 - 15 juli 1935) var en liberal nederländsk politiker. Han var justitieminister 1897 - 1901 och premiärminister (ministerrådsordförande) 1913 - 1918. Han ansåg att medlemmar i en regering bör agera i hela samhällets intresse snarare än i sina politiska partiers. Det hör till hans förtjänster att han lyckades hålla Nederländerna utanför första världskriget. Under hans regering infördes allmän rösträtt i landet, 1917 för män och 1919 även för kvinnor.